# Morija Museum & Archives
Morija Museum & Archives (auch: Morija Museum) ist ein Museum in Morija, einem großen Dorf im Distrikt Maseru von Lesotho. Das Museum wurde 1956 eröffnet und wurde 1989 in den heutigen Gebäuden untergebracht. Das Museum hat den Zweck die Traditionen von Morija zu bewahren und als Zentrum für Lernen, Innovation und Exzellenz in Lesotho zu fungieren. Es beherbergt viele kulturelle Schätze, unter anderem traditionelle Artefakte der Basotho und der Lifaqane, sowie Relikte des Burenkriegs. Die Archivabteilung des Museums enthält Dokumente ab dem Jahr 1826. Diese Sammlung ist extrem reich an Dokumenten des 19. Jahrhunderts.

## Projekte
Das Morija Arts & Cultural Festival ist ein jährliches Event des Morija Museum. Das Masitise Cave House ist eine Außenstelle des Morija Museum. Es befindet sich im Distrikt Quthing, in einem Dorf ca. 15 km westlich der Camptown (Hauptort des Distrikts).